# Campionati del mondo di atletica leggera indoor 2016 - Getto del peso femminile
Le 11 atlete qualificate hanno disputato una finale diretta.

## Risultati
Finale partita alle 17:45.
| Pos | Nome                      | Nazione           | #1    | #2    | #3    | #4    | #5    | #6    | Ris   | Note |
| --- | ------------------------- | ----------------- | ----- | ----- | ----- | ----- | ----- | ----- | ----- | ---- |
| 1   | Michelle Carter           | Stati Uniti       | x     | 18.90 | 19.31 | 19.28 | x     | 20.21 | 20.21 | WL   |
| 2   | Anita Márton              | Ungheria          | 17.99 | 18.38 | 19.01 | 18.71 | 19.08 | 19.33 | 19.33 | NR   |
| 3   | Valerie Adams             | Nuova Zelanda     | 18.49 | 18.30 | 19.25 | x     | 19.02 | 18.31 | 19.25 |      |
| 4   | Cleopatra Borel           | Trinidad e Tobago | 17.41 | 17.73 | 17.59 | 17.31 | 18.38 | 17.50 | 18.38 | SB   |
| 5   | Jillian Camarena-Williams | Stati Uniti       | 18.17 | x     | x     | 17.57 | 17.52 |       | 18.17 |      |
| 6   | Radoslava Mavrodieva      | Bulgaria          | 17.01 | 18.00 | x     | x     | 17.91 |       | 18.00 | SB   |
| 7   | Lena Urbaniak             | Germania          | x     | 17.19 | 17.55 | x     | 17.91 |       | 17.91 |      |
| 8   | Gao Yang                  | Cina              | 17.26 | 17.27 | 17.65 | 17.67 | 17.02 |       | 17.67 |      |
| 9   | Alëna Dubickaja           | Bielorussia       | 17.45 | x     | x     |       |       |       | 17.45 |      |
| 10  | Bian Ka                   | Cina              | 16.86 | 17.13 | 17.34 |       |       |       | 17.34 |      |
| 11  | Chiara Rosa               | Italia            | 17.10 | x     | 16.89 |       |       |       | 17.10 |      |